# George Wallace
George Corley Wallace Jr. (Clio, 25 de agosto de 1919 – Montgomery, 13 de setembro de 1998) foi o 45º e mais longevo governador do Alabama (1963-1967; 1971-1979; 1983-1987) e o governador mais longevo do Partido Democrata. Wallace é lembrado por suas opiniões segregacionistas e populistas, embora no final da década de 1970 tenha moderado suas opiniões sobre raça, renunciando ao seu apoio à segregação. Durante o mandato de Wallace como governador do Alabama, ele promoveu “o desenvolvimento industrial, impostos baixos e escolas profissionalizantes”. Wallace concorreu sem sucesso à presidência dos Estados Unidos três vezes como democrata e uma vez pelo Partido Independente Americano, no qual conquistou cinco estados nas eleições de 1968. Wallace se opôs à dessegregação e apoiou as políticas "Jim Crow” durante o Movimento dos Direitos Civis, declarando em seu infame discurso de posse em 1963 que defendia “segregação hoje, segregação amanhã e segregação para sempre”.
Nascido em Clio, Alabama, Wallace frequentou a Faculdade de Direito da Universidade do Alabama e serviu na Força Aérea do Exército dos Estados Unidos durante a Segunda Guerra Mundial. Após a guerra, ele foi eleito para a Câmara dos Representantes do Alabama e atuou como juiz estadual. Wallace concorreu pela primeira vez à indicação democrata nas eleições para governador do Alabama em 1958. Inicialmente moderado em questões raciais, Wallace adotou uma postura segregacionista linha-dura após perder a indicação em 1958. Wallace concorreu novamente ao cargo de governador em 1962 e venceu a eleição. Buscando impedir a integração racial na Universidade do Alabama, Wallace ganhou notoriedade nacional ao ficar em frente à entrada da Universidade do Alabama, bloqueando o caminho dos estudantes negros. Wallace deixou o cargo quando seu primeiro mandato expirou em 1967 devido a limites de mandato. Sua esposa, Lurleen, venceu a eleição seguinte e o sucedeu, com ele como governador de fato. O período de influência de Wallace terminou quando Lurleen morreu de câncer em maio de 1968; seu médico informou Wallace do diagnóstico de câncer em 1961, mas ele não contou a ela.
Wallace disputou com o presidente Lyndon B. Johnson nas primárias presidenciais democratas de 1964, mas Johnson saiu vitorioso na corrida. Na eleição presidencial de 1968, Wallace concorreu por um terceiro partido na tentativa de forçar uma eleição contingente na Câmara dos Representantes dos Estados Unidos, aumentando assim a influência política dos líderes segregacionistas do sul. Wallace venceu em cinco estados do sul, mas não conseguiu forçar uma eleição contingente. Até a eleição de 2024, ele continua sendo o candidato de um terceiro partido mais recente a receber votos do colégio eleitoral de qualquer estado.
Wallace venceu novamente as eleições para governador em 1970 e concorreu às primárias presidenciais democratas de 1972, tendo moderado sua postura em relação à segregação. Sua campanha terminou efetivamente quando ele foi baleado em Maryland por Arthur Bremer, e Wallace permaneceu paralisado da cintura para baixo pelo resto da vida. Wallace foi reeleito governador em 1974 e, mais uma vez, tentou sem sucesso a indicação democrata à presidência nas primárias democratas de 1976. No final da década de 1970, Wallace anunciou que se tornara um cristão renascido e moderou suas opiniões sobre raça, renunciando ao seu apoio anterior à segregação. Wallace deixou o cargo em 1979, mas voltou à política e ganhou a eleição para um quarto e último mandato como governador em 1982. Os 5.848 dias de Wallace no cargo de governador são os terceiros mais longos na história de qualquer estado, e incluindo seus 478 dias como governador de facto durante o mandato de Lurleen Wallace, ele totalizou 6.326 dias no comando do Alabama.

## Começo de vida

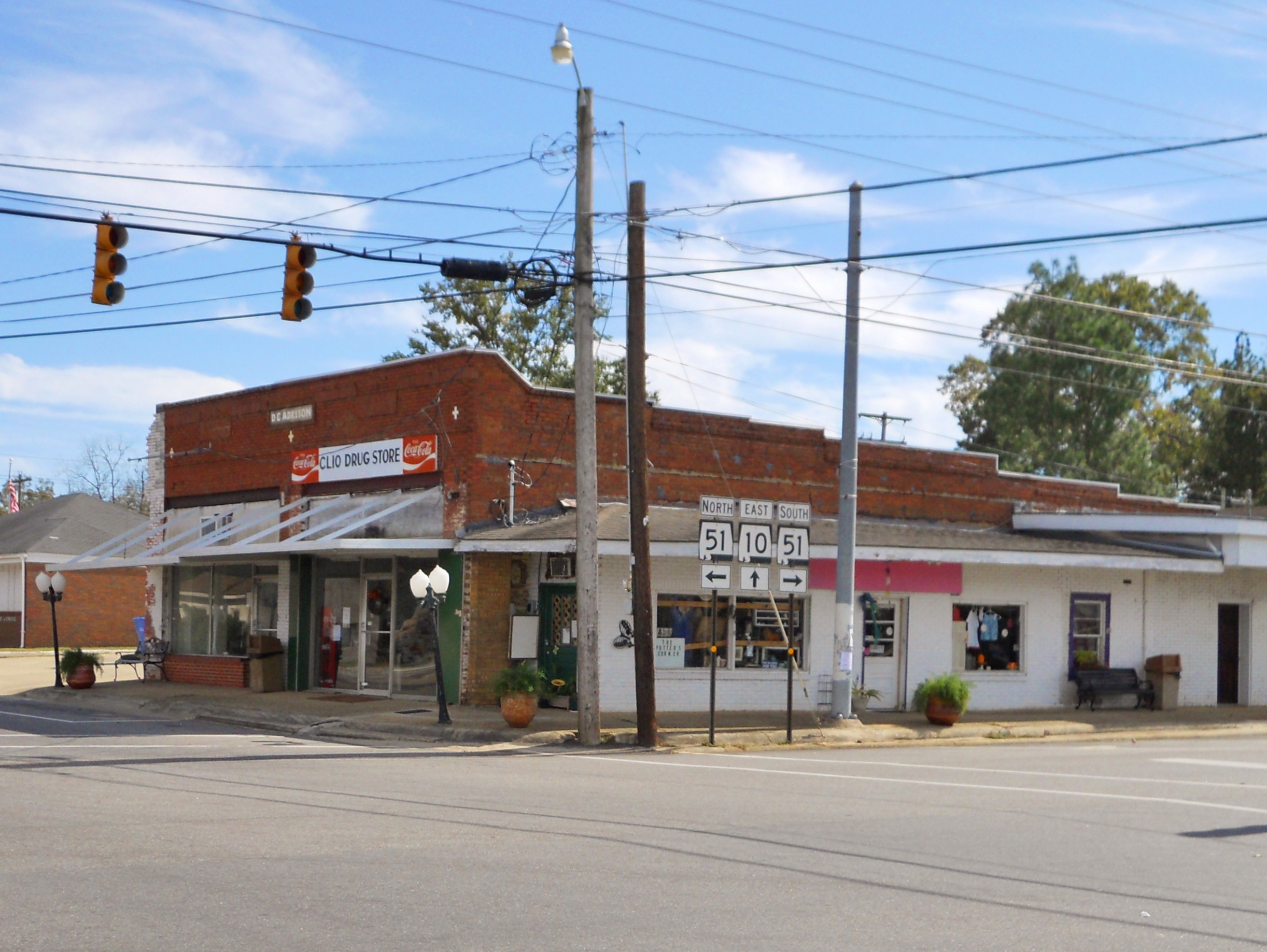
Wallace nasceu em Clio, Alabama (visto aqui em 2011).

George Corley Wallace Jr. nasceu em Clio, Alabama, filho de George Corley Wallace Sr. e Mozelle Smith. Como seus pais não gostavam do apelido “Junior”, ele era chamado de “George C.”, para diferenciá-lo de seu pai, George Corley Sr., e de seu avô paterno, o médico George Oscar Wallace, que era chamado de “Doc Wallace”. Ele tinha dois irmãos mais novos, Gerald e Jack, e uma irmã mais nova chamada Marianne. Durante a Primeira Guerra Mundial, o pai de Wallace abandonou a faculdade para se dedicar à agricultura, quando os preços dos alimentos estavam altos. Quando seu pai faleceu, em 1937, sua mãe teve que vender as terras da família para pagar as hipotecas existentes. Wallace foi criado como metodista.
Desde os dez anos de idade, Wallace era fascinado por política. Em 1935, ele venceu um concurso para servir como pajem no Senado do Alabama e previu com confiança que um dia seria governador. Wallace tornou-se um boxeador de sucesso regional no ensino médio e, em 1937, ingressou diretamente na Faculdade de Direito da Universidade do Alabama, em Tuscaloosa. Ele era membro da fraternidade Delta Chi. Foi na Universidade do Alabama que ele cruzou o caminho do seu futuro adversário político Frank Minis Johnson Jr., que viria a tornar-se um proeminente juiz federal liberal. Ele recebeu o diploma de Bacharel em Direito em 1942.
No início de 1943, Wallace foi aceito para o treinamento de piloto pela Força Aérea do Exército dos Estados Unidos (USAAF). Pouco tempo depois, Wallace contraiu uma meningite espinhal com risco de vida, mas o tratamento médico imediato com medicamentos à base de sulfa salvou sua vida. Com perda parcial da audição e danos nervosos permanentes, ele foi treinado como engenheiro de voo. Em 1945, como membro da tripulação de um B-29 do 468º Grupo de Bombardeio, estacionado nas Ilhas Marianas como parte da 20ª Força Aérea, Wallace participou de ataques aéreos ao Japão e alcançou o posto de sargento. Em meados de 1945, Wallace recebeu uma dispensa antecipada por motivos médicos, devido a “ansiedade grave”, e uma pensão por invalidez de 10% por “psiconeurose”. (A Vigésima Força Aérea era comandada pelo general Curtis LeMay, que foi seu companheiro de chapa na corrida presidencial de 1968.)

## Atitude racial
Embora alguns possam argumentar que Wallace não defendia visões racistas, a maioria das fontes apoia a conclusão de que ele era motivado por uma ideologia racista.
Por exemplo, uma fonte sobre a carreira de Wallace como juiz relata: “todos os advogados negros que defenderam um caso no tribunal de Wallace ficaram impressionados com sua imparcialidade... Mas ninguém que conhecia Wallace bem jamais levou a sério sua sincera profissão — proferida milhares de vezes após 1963 — de que ele era um segregacionista, não um racista”.
Um repórter que cobria a política estadual em 1961 observou que, enquanto outros políticos do Alabama conversavam principalmente sobre mulheres e futebol americano do Alabama, para Wallace “era raça – raça, raça, raça – e toda vez que eu ficava a sós com ele, era só disso que conversávamos”.
A preocupação de Wallace com a questão racial baseava-se na sua convicção de que os afro-americanos constituíam uma raça separada e inferior. Numa carta enviada em 1963 a um professor de estudos sociais, Wallace afirmou que os afro-americanos tinham tendência para a criminalidade — especialmente «atos atrozes... como violação, agressão e homicídio» — devido à elevada incidência de doenças venéreas. A dessegregação, escreveu ele, levaria a “casamentos mistos... e, eventualmente, nossa raça se deterioraria [sic] até se tornar uma complexidade mestiça”.

## Início de carreira
Em 1938, aos 19 anos, Wallace contribuiu para a campanha bem-sucedida de seu avô para juiz de sucessões. No final de 1945, ele foi nomeado um dos procuradores-gerais adjuntos do Alabama e, em maio de 1946, venceu sua primeira eleição como membro da Câmara dos Representantes do Alabama. Na época, ele era considerado moderado em questões raciais. Como delegado da Convenção Nacional Democrata de 1948, ele não se juntou à saída dos Dixiecratas da convenção, apesar de sua oposição ao programa de direitos civis proposto pelo presidente dos Estados Unidos, Harry S. Truman. Wallace considerou isso uma violação dos direitos dos estados. Os Dixiecratas venceram no Alabama nas eleições gerais de 1948, tendo se unido ao governador Strom Thurmond, da Carolina do Sul. Em seu discurso de posse como governador em 1963, Wallace justificou sua decisão de não abandonar a convenção de 1948 por motivos políticos.
Em 1952, tornou-se juiz do Terceiro Circuito Judicial do Alabama. Aqui, ficou conhecido como “o pequeno juiz lutador”, uma referência à sua passagem pelo boxe. Ele ganhou reputação pela imparcialidade, independentemente da raça do requerente. Era prática comum na época que os juízes da região se referissem aos advogados negros pelo primeiro nome, enquanto seus colegas brancos eram tratados formalmente como “senhor”. O advogado negro J. L. Chestnut disse mais tarde que “o juiz George Wallace foi o juiz mais liberal perante o qual eu já exerci a advocacia. Ele foi o primeiro juiz no Alabama a me chamar de ‘senhor’ em um tribunal”.
Por outro lado, Wallace emitiu liminares para impedir a remoção das placas de segregação nas estações ferroviárias, tornando-se o primeiro juiz do sul a fazê-lo. Da mesma forma, durante os esforços das organizações de direitos civis para ampliar o registro eleitoral dos negros, Wallace bloqueou as iniciativas federais para revisar as listas eleitorais do condado de Barbour. Ele foi acusado de desacato criminal ao tribunal em 1959.
Como juiz, Wallace concedeu liberdade condicional a alguns negros, o que pode ter lhe custado a eleição para governador em 1958.

### Campanha para governador em 1958
Em 1958, Wallace concorreu às primárias democratas para governador. Desde que a Constituição de 1901 privou efetivamente os negros do Alabama do direito ao voto, o Partido Democrata era praticamente o único partido no Alabama. Para todos os efeitos, as primárias democratas, que representavam uma encruzilhada política para Wallace, eram a única disputa real a nível estadual. O deputado estadual George C. Hawkins, de Gadsden, concorreu, mas o principal adversário de Wallace foi o procurador-geral do Alabama, John M. Patterson, que concorreu com o apoio da Ku Klux Klan, uma organização contra a qual Wallace se manifestara publicamente. Apesar de ter sido apoiado pela NAACP, Wallace perdeu a indicação por mais de 34.400 votos.
Após a eleição, o assessor Seymore Trammell lembrou-se de Wallace ter dito: “Seymore, você sabe por que perdi a corrida para governador? ... Fui superado por John Patterson. E vou lhe dizer aqui e agora, nunca mais serei superado.” Após sua derrota, Wallace adotou uma postura segregacionista linha-dura e usou essa postura para conquistar o voto branco na eleição para governador seguinte, em 1962. Quando um apoiador perguntou por que ele começou a usar mensagens racistas, Wallace respondeu:

"Sabe, tentei falar sobre boas estradas, boas escolas e todas essas coisas que fizeram parte da minha carreira, mas ninguém me ouviu. Então comecei a falar sobre negros, e eles bateram os pés no chão."— George Wallace

## Governador do Alabama

### Segregação

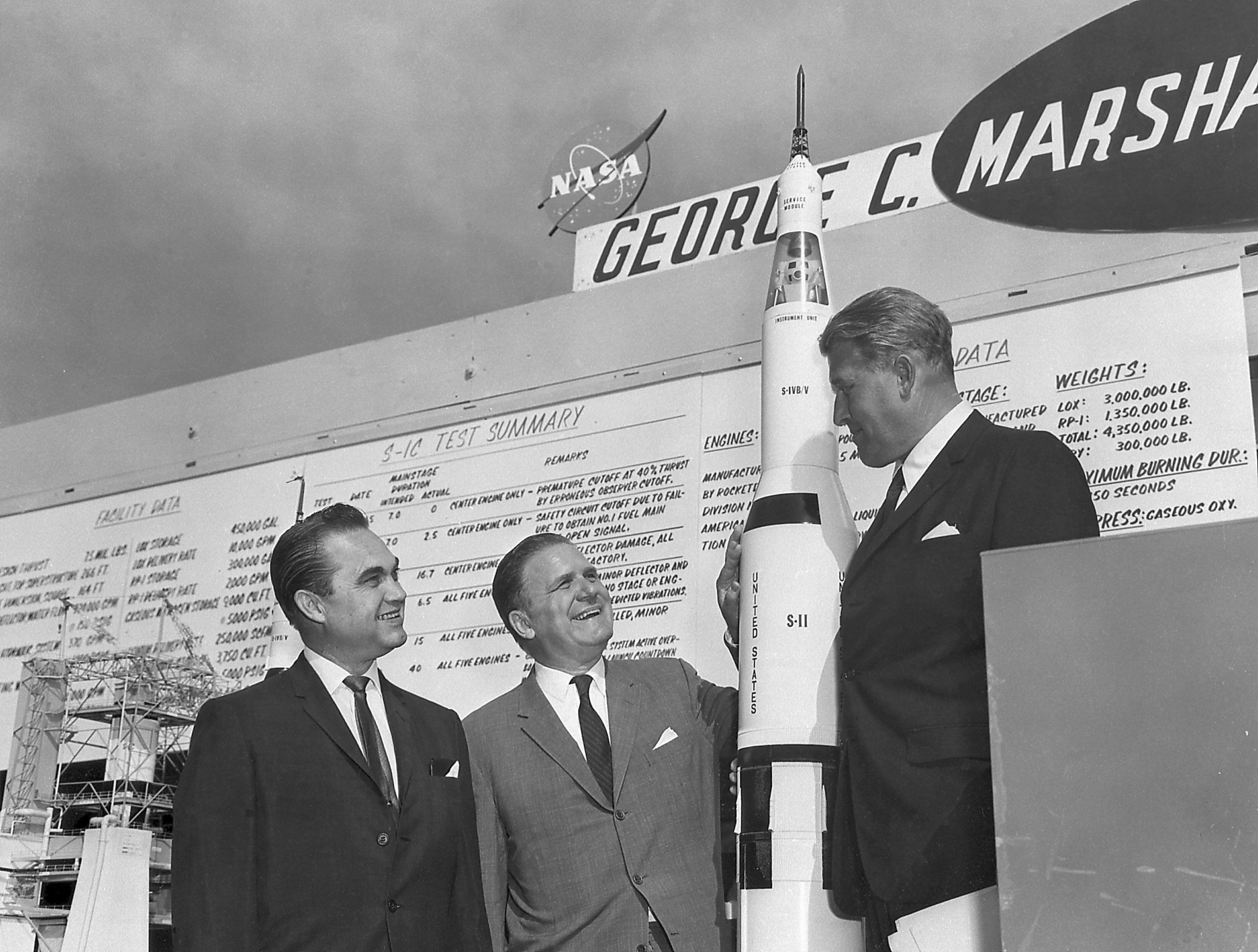
Da esquerda para a direita: O governador Wallace, o administrador da NASA James E. Webb e o cientista Wernher von Braun no Centro de Voos Espaciais George C. Marshall em 1965

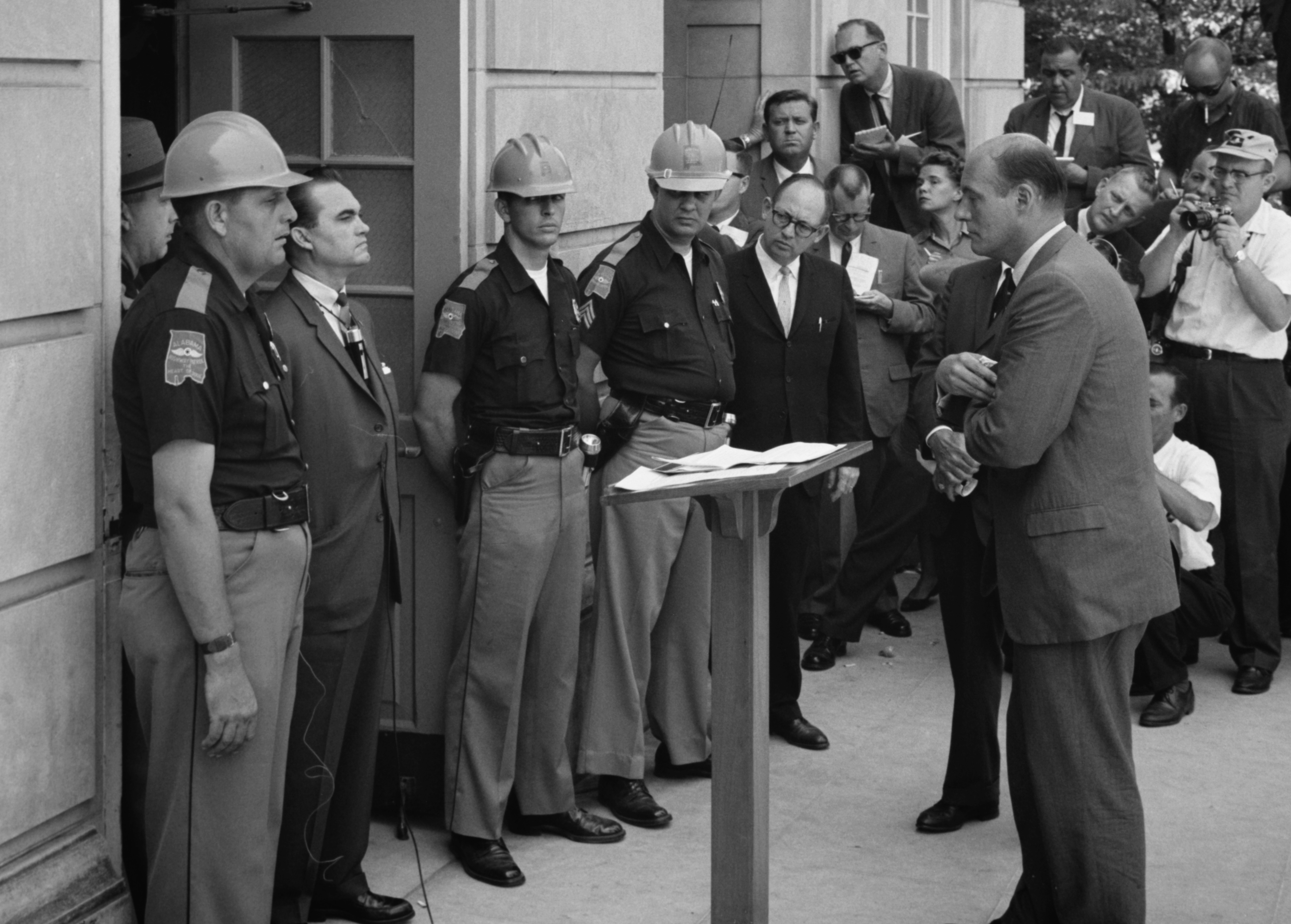
Wallace se posicionando contra a dessegregação ao ser confrontado pelo procurador-geral adjunto dos EUA, Nicholas Katzenbach, na Universidade do Alabama, em 1963

Nas primárias democratas de 1962, Wallace ficou em primeiro lugar, à frente do senador estadual Ryan DeGraffenried Sr., obtendo 35% dos votos. No segundo turno, Wallace ganhou a indicação com 55% dos votos. Como nenhum republicano se candidatou, isso praticamente garantiu a Wallace o cargo de próximo governador. Ele obteve uma vitória esmagadora nas eleições gerais de novembro, conquistando 96% dos votos.
Wallace prestou juramento em 14 de janeiro de 1963, em pé sobre a estrela dourada que marcava o local onde, quase 102 anos antes, Jefferson Davis havia sido empossado como presidente provisório dos Estados Confederados da América. Em seu discurso de posse, Wallace disse:

Em nome do povo mais grandioso que já pisou nesta Terra, traço uma linha na poeira e lanço o desafio aos pés da tirania, e digo: segregação hoje, segregação amanhã, segregação para sempre.— George Wallace
Essa frase foi escrita pelo novo redator de discursos de Wallace, o líder da Ku Klux Klan, Asa Earl Carter.
Em 1963, o governo do presidente John F. Kennedy ordenou que a 2ª Divisão de Infantaria do Exército dos Estados Unidos, de Fort Benning, na Geórgia, se preparasse para impor a integração racial na Universidade do Alabama, em Tuscaloosa. Em uma tentativa vã de impedir a matrícula dos estudantes negros Vivian Malone e James Hood, o governador Wallace ficou em frente ao Auditório Foster da Universidade do Alabama em 11 de junho de 1963. Esse evento ficou conhecido como “Stand in the Schoolhouse Door” (A resistência na porta da escola).
Em setembro de 1963, Wallace tentou impedir quatro alunos negros de se matricularem em quatro escolas primárias diferentes em Huntsville. Após a intervenção de um tribunal federal em Birmingham, as quatro crianças foram autorizadas a entrar na escola em 9 de setembro, tornando-se as primeiras a integrar uma escola primária ou secundária no Alabama.
Wallace desejava desesperadamente preservar a segregação. Nas suas próprias palavras: “O presidente [John F. Kennedy] quer que entreguemos este estado a Martin Luther King e ao seu grupo de pró-comunistas que instituíram estas manifestações.”
Wallace previu, durante um discurso em Milwaukee, Wisconsin, em 17 de setembro de 1964, que os defensores do projeto de lei dos direitos civis que ocupavam cargos públicos iriam “morder a poeira” politicamente entre 1966 e 1968.
A Encyclopædia Britannica caracterizou-o não tanto como um segregacionista, mas mais como um “populista” que bajulava a maioria branca dos eleitores do Alabama. Observa que sua tentativa fracassada na política presidencial criou lições que mais tarde influenciaram as candidaturas populistas de Jimmy Carter e Ronald Reagan. Jack Newfield escreveu em 1971 que Wallace “recentemente tem se parecido com William Jennings Bryan ao atacar a concentração de riqueza em seus discursos”.

### Economia e educação
A principal conquista do primeiro mandato de Wallace foi uma inovação no desenvolvimento industrial do Alabama que vários outros estados copiaram posteriormente: ele foi o primeiro governador do sul a viajar para sedes corporativas nos estados do norte para oferecer reduções fiscais e outros incentivos às empresas dispostas a instalar fábricas no Alabama.
Durante o mandato de Wallace, foram construídas 15 novas escolas profissionais e introduzidos livros escolares gratuitos. Wallace também criou um sistema de faculdades comunitárias que agora se espalhou por todo o estado, preparando muitos alunos para concluir cursos de quatro anos na Universidade de Auburn, na Universidade do Alabama em Birmingham ou na Universidade do Alabama. A Faculdade Comunitária Wallace (Dothan) recebeu esse nome em homenagem ao seu pai. A Faculdade Comunitária Wallace Selma (Selma) e a Faculdade Comunitária Estadual Wallace (Hanceville) receberam esse nome em homenagem a ele. A Faculdade Comunitária Lurleen B. Wallace, em Andalusia, recebeu esse nome em homenagem à primeira esposa de Wallace, Lurleen Burns Wallace.
A Universidade do Sul do Alabama, uma nova universidade estadual em Mobile, foi fundada em 1963, durante o primeiro ano de Wallace no cargo de governador.
Outras iniciativas realizadas durante o primeiro mandato de Wallace como governador incluíram um plano de custo de vida e assistência médica para funcionários públicos, melhorias na assistência a pessoas carentes, um programa de seguro para funcionários públicos que trabalham na área de segurança, aumento das verbas para hospitais psiquiátricos e tuberculosos, um programa estadual para ajudar pessoas consideradas com deficiência mental, aumento de mais de 40% nos salários dos professores e aumento de 100% nos benefícios dos professores aposentados.
O mandato de Wallace como governador também foi marcado por altos níveis de gastos com pensões para idosos, rodovias e escolas, juntamente com a aprovação de várias medidas trabalhistas.

## Primárias presidenciais do Partido Democrata de 1964

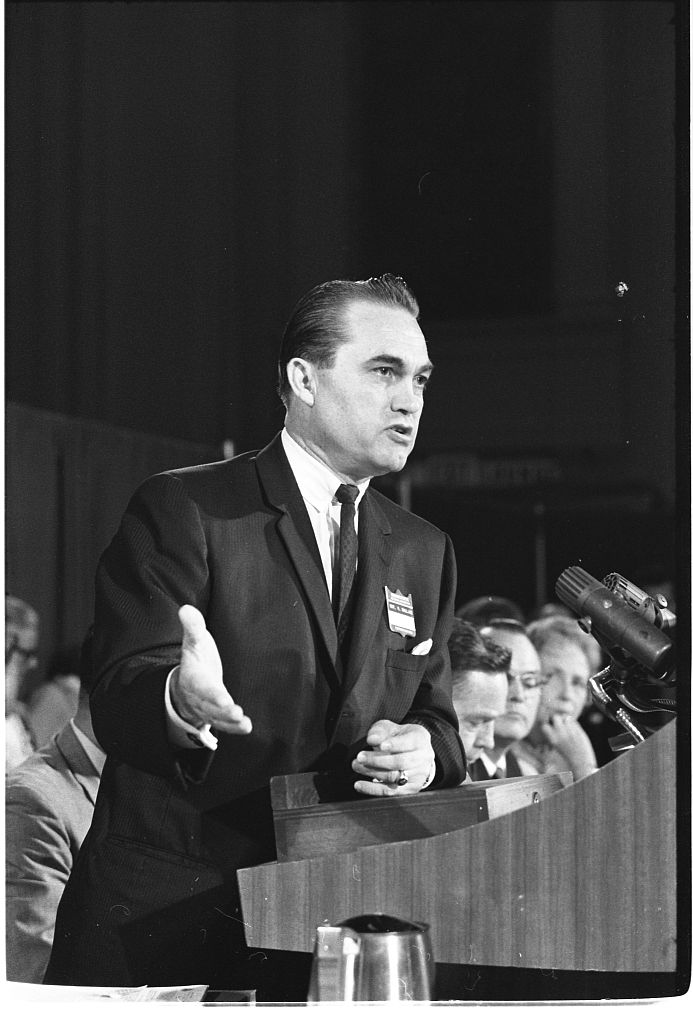
Wallace discursando para uma plateia na Convenção Nacional Democrata de 1964 em Atlantic City, Nova Jérsei

Entre 15 e 20 de novembro de 1963, em Dallas, Wallace anunciou sua intenção de se opor ao presidente em exercício, John F. Kennedy, na disputa pela indicação democrata à presidência em 1964. Dias depois, também em Dallas, Kennedy foi assassinado, e o vice-presidente Lyndon B. Johnson o sucedeu como presidente.
Aproveitando sua notoriedade após a controvérsia da Universidade do Alabama, Wallace entrou nas primárias democratas em 1964, seguindo o conselho de um especialista em relações públicas de Wisconsin. Wallace fez uma campanha forte, expressando sua oposição à integração e uma abordagem dura em relação ao crime. Nas primárias democratas em Wisconsin, Indiana e Maryland, Wallace obteve pelo menos um terço dos votos, concorrendo contra três candidatos designados por Johnson.
Wallace era conhecido por agitar multidões com sua oratória. O jornal The Huntsville Times entrevistou Bill Jones, o primeiro secretário de imprensa de Wallace, que relatou "um discurso particularmente inflamado em Cincinnati, Ohio, em 1964, que assustou até mesmo Wallace, [onde ele] gritou furiosamente para uma multidão de 1.000 pessoas que ‘pequenos comunistas’ estavam 'correndo por aí' protestando contra sua visita e continuou, após aplausos estrondosos, dizendo: ‘Quando vocês e eu começarmos a marchar, manifestar e carregar cartazes, fecharemos todas as rodovias do país’. O público se levantou e se dirigiu para a saída“, disse Jones. ”Isso abalou Wallace. Ele rapidamente agiu para acalmá-los."
Na cerimônia de formatura na primavera de 1964 na Bob Jones University em Greenville, Carolina do Sul, Wallace recebeu um doutorado honorário. No início, Bob Jones Jr. leu a seguinte citação em homenagem a Wallace:

Os homens que lutaram pela verdade e pela justiça sempre foram caluniados, difamados e deturpados. A imprensa americana, em seus ataques ao governador Wallace, demonstrou que não é mais livre, americana ou honesta. Mas o senhor, governador, demonstrou não apenas pelas vitórias esmagadoras nas recentes eleições em seu próprio estado, o Alabama, mas também pela demonstração que fez em estados há muito dominados por demagogos baratos e radicais egoístas, que ainda existe na América amor pela liberdade, bom senso e, pelo menos, alguma esperança pela preservação de nossas liberdades constitucionais.

## Lista de eleitores não comprometidos de 1964
Em 1964, os republicanos do Alabama se beneficiaram das consequências inesperadas de dois acontecimentos: (1) o governador Wallace desistiu da disputa pela indicação presidencial democrata contra o presidente Johnson e (2) a designação de eleitores democratas não comprometidos no Alabama, o que, na prática, tirou o presidente Johnson da cédula eleitoral geral. Antes da Convenção Nacional Republicana de 1964 em São Francisco, Wallace e seus assessores Bill Jones e Seymore Trammell se reuniram no Jefferson Davis Hotel em Montgomery com o líder republicano do Alabama James D. Martin, que havia perdido por pouco a eleição para o Senado dos Estados Unidos em 1962 para J. Lister Hill. Wallace e seus assessores procuraram determinar se Barry M. Goldwater, o futuro candidato republicano à presidência que, como senador do Arizona, havia votado contra a Lei dos Direitos Civis de 1964 por motivos libertários e constitucionais, defenderia a revogação da lei, particularmente as seções sobre acomodações públicas e igualdade no emprego. Bill Jones indicou que Wallace concordava com a postura anticomunista de Goldwater, mas se opunha à proposta republicana de tornar a Previdência Social um programa voluntário. Jones enfatizou que Wallace havia sacrificado suas próprias aspirações presidenciais naquele ano para permitir um desafio republicano direto ao presidente Johnson. Mais tarde, foi revelado que Wallace propôs na reunião com Martin mudar de partido se pudesse ser nomeado como vice de Goldwater, uma designação posteriormente dada ao deputado federal William E. Miller, de Nova York. Goldwater teria rejeitado a proposta porque considerava Wallace um racista.
Os eleitores não comprometidos no Alabama incluíam o futuro senador dos EUA, James Allen, então vice-governador, e o posterior governador Albert Brewer, então presidente da Câmara Estadual. Os democratas nacionais resistiram à exclusão de Johnson da cédula eleitoral, mas a maioria apoiou a lista de candidatos não comprometidos, que competia diretamente com os eleitores republicanos. Como explicou o jornal The Tuscaloosa News, os eleitores leais teriam oferecido uma escolha mais clara aos eleitores do que a lista de candidatos não comprometidos.
Os eleitores republicanos de 1964 foram os primeiros desde a Reconstrução a prevalecer no Alabama. A chapa Goldwater-Miller recebeu 479.085 votos (69,5%) contra 209.848 (30,5%) dos eleitores não comprometidos. A onda republicana também levou à vitória cinco membros republicanos da Câmara dos Representantes dos Estados Unidos, incluindo William Louis Dickinson, que ocupou a cadeira do distrito com sede em Montgomery até 1993, e James D. Martin, o comerciante de produtos petrolíferos de Gadsden que derrotou o então senador estadual George C. Hawkins pela cadeira da Câmara dos Representantes anteriormente ocupada por Carl Elliott. Ainda nem havia tomado posse na Câmara dos Representantes dos Estados Unidos, Martin já estava de olho no cargo de governador de Wallace.

## Primeiro cavalheiro do Alabama
Os limites de mandato previstos na Constituição do Alabama impediram Wallace de concorrer a um segundo mandato em 1966. Por isso, Wallace apresentou sua esposa, Lurleen Wallace, como candidata substituta ao cargo de governadora. Nas primárias democratas, ela derrotou dois ex-governadores, Jim Folsom e John M. Patterson, o procurador-geral Richmond Flowers Sr. e o ex-deputado federal Carl Elliott. Em grande parte graças ao trabalho dos apoiadores de Wallace, a restrição do Alabama à sucessão governamental foi posteriormente modificada para permitir dois mandatos consecutivos. Wallace defendeu a candidatura por procuração de sua esposa. Ele se sentiu um pouco justificado quando os republicanos de Idaho negaram a renomeação em 1966 do governador Robert E. Smylie, autor do artigo intitulado “Por que sinto pena de Lurleen Wallace”. Em suas memórias, Wallace relata a capacidade de sua esposa de “encantar multidões” e afastar insultos: “Eu tinha um orgulho imenso dela, e não me incomodava nem um pouco ficar atrás dela em termos de capacidade de angariar votos.” Wallace rejeitou as críticas que alegavam que ele havia ‘forçado’ sua esposa a entrar na disputa. “Ela adorava cada minuto de ser governadora, da mesma forma que a Sra. (Margaret) Smith adora ser senadora.”
Durante a campanha de 1966, George Wallace assinou uma legislação estadual para anular as diretrizes de dessegregação entre as cidades e os condados do Alabama e o antigo Departamento de Saúde, Educação e Bem-Estar dos Estados Unidos. Wallace alegou que a lei impediria o governo nacional de intervir nas escolas. Os críticos denunciaram o “truque político” de Wallace e expressaram preocupação com a possível perda de fundos federais. O candidato republicano ao governo, James D. Martin, acusou os democratas de “fazer política com seus filhos” e “negligenciar a excelência acadêmica”.
Martin também se opôs às diretrizes de dessegregação e patrocinou uma emenda da Câmara dos EUA para proibir a colocação de alunos e professores com base em cotas raciais. Ele previu que a legislação de Wallace impulsionaria a emissão de uma ordem judicial obrigando a dessegregação imediata e total em todas as escolas públicas. Ele também comparou a nova lei do Alabama a “mais uma parada de dois minutos e meio na porta da escola”.
Lurleen Wallace derrotou Martin nas eleições gerais de 8 de novembro de 1966. Ela tomou posse em janeiro de 1967, mas em 7 de maio de 1968 faleceu no cargo, vítima de câncer, aos 41 anos de idade, em meio à segunda campanha presidencial de seu marido. Após sua morte, ela foi sucedida pelo vice-governador Albert Brewer, que havia concorrido sem oposição republicana em meio às disputas entre Wallace e Martin. Assim, a influência de George Wallace no governo do estado diminuiu até sua próxima candidatura à eleição em 1970. Ele foi o “primeiro cavalheiro” por menos de um ano e meio.

## Candidatura presidencial de 1968

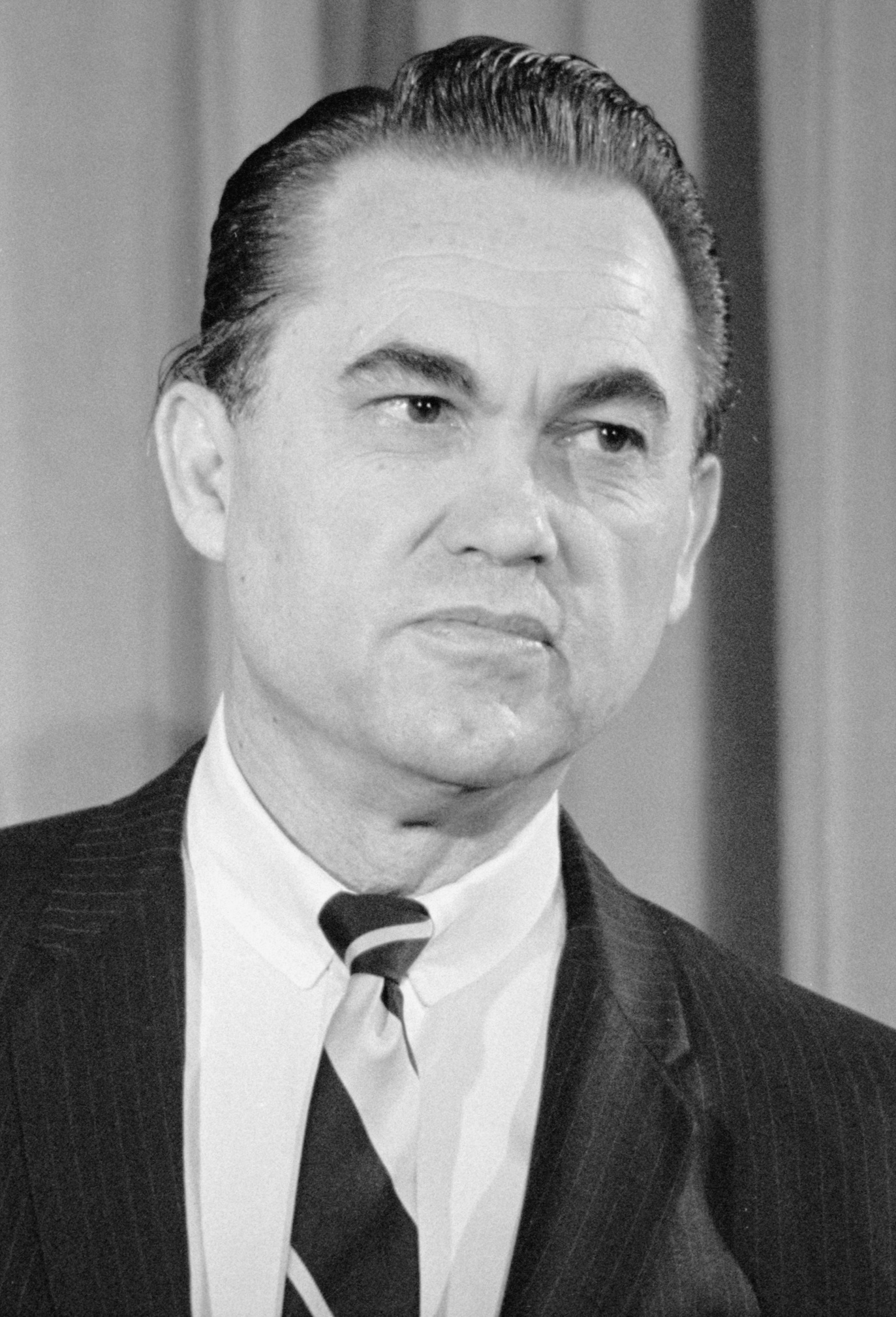
Wallace anunciando sua candidatura presidencial em 1968

O planejamento da campanha presidencial de Wallace em 1968 começou com uma sessão de estratégia na noite da posse de Lurleen Wallace, em março de 1967. A reunião contou com a presença de supremacistas brancos e antissemitas proeminentes, incluindo: Asa Carter; William Simmons, do Conselho de Cidadãos Brancos; o xerife do condado de Dallas, Jim Clark; o ex-governador do Mississippi, Ross Barnett; Leander Perez, um fervoroso segregacionista e antissemita da Louisiana; Kent Courtney, um John Bircher; e “um representante enviado por Willis Carto, chefe do Liberty Lobby e editor da revista antissemita American Mercury”.

Resultados da eleição presidencial de 1968 (Wallace venceu nos estados em laranja).

Wallace concorreu à presidência na eleição de 1968 como candidato do Partido Independente Americano, com Curtis LeMay como seu candidato a vice-presidente. Wallace esperava forçar a Câmara dos Representantes a decidir a eleição com um voto por estado se conseguisse obter votos eleitorais suficientes para se tornar um agente de poder. Wallace esperava que os estados do sul pudessem usar sua influência para acabar com os esforços federais de dessegregação. Sua plataforma continha aumentos generosos para os beneficiários da Previdência Social e do Medicare. As posições de Wallace em relação à política externa o diferenciavam dos outros candidatos no páreo. “Se a Guerra do Vietnã não pudesse ser vencida em 90 dias após sua posse, Wallace prometeu a retirada imediata das tropas americanas... Wallace descreveu a ajuda externa como dinheiro 'despejado em um buraco de rato' e exigiu que os aliados europeus e asiáticos pagassem mais por sua defesa.”
Richard Nixon temia que Wallace pudesse dividir o voto conservador e permitir que o candidato democrata, o vice-presidente Hubert H. Humphrey, prevalecesse. Ele atraiu principalmente os democratas do sul que estavam insatisfeitos com a Lei dos Direitos Civis de 1964 e a Lei dos Direitos de Voto de 1965, assinadas no início da década pelo presidente Lyndon B. Johnson. Entretanto, alguns democratas temiam que o apelo de Wallace aos trabalhadores organizados de colarinho azul prejudicasse Humphrey nos estados do norte, como Ohio, Nova Jérsei e Michigan. Wallace fez uma campanha de “lei e ordem” semelhante à de Nixon, o que preocupou ainda mais os republicanos.
No obituário de Wallace em 1998, o editor político do The Huntsville Times, John Anderson, resumiu o impacto da campanha de 1968: “Seu apelo surpreendente a milhões de eleitores brancos alienados não passou despercebido por Richard Nixon e outros estrategistas republicanos. Primeiro Nixon, depois Ronald Reagan e, por fim, George Herbert Walker Bush adotaram com sucesso versões atenuadas da plataforma de Wallace contra o uso de ônibus e contra o governo federal para arrancar os brancos de baixa e média renda da coalizão democrata do New Deal”. Dan Carter, professor de história da Universidade Emory, em Atlanta, acrescentou: “George Wallace lançou as bases para o domínio do Partido Republicano na sociedade americana por meio da manipulação de questões raciais e sociais nas décadas de 1960 e 1970. Ele foi o professor mestre, e Richard Nixon e a liderança republicana que se seguiu foram seus alunos.”
Wallace considerou Happy Chandler, ex-comissário de beisebol, ex-governador de Kentucky por dois mandatos e ex-senador de Kentucky, como seu companheiro de chapa em sua campanha de 1968 como candidato de um terceiro partido; como disse um dos assessores de Wallace: “Temos todos os malucos do país; poderíamos conseguir algumas pessoas decentes - você trabalhando de um lado da rua e ele do outro”. Wallace convidou Chandler, mas quando a imprensa publicou a perspectiva, os partidários de Wallace se opuseram; Chandler havia apoiado a contratação de Jackie Robinson pelo Brooklyn Dodgers.
Wallace retirou o convite e (depois de considerar o fundador do Kentucky Fried Chicken, Coronel Harland Sanders) escolheu o ex-general da Força Aérea Curtis LeMay, da Califórnia. LeMay foi considerado fundamental na criação da Força Aérea dos Estados Unidos em 1947 e um especialista em assuntos militares. Seu posto militar de quatro estrelas, sua experiência no Comando Aéreo Estratégico e sua presença assessorando o presidente Kennedy durante a Crise dos Mísseis de Cuba foram considerados ativos de política externa para a campanha de Wallace. Em 1968, LeMay havia se aposentado e atuava como presidente do conselho de uma empresa de eletrônicos, mas a empresa ameaçou demiti-lo se ele tirasse uma licença para concorrer à vice-presidência. Para manter LeMay na chapa, o apoiador de Wallace e magnata do petróleo do Texas, H. L. Hunt, criou um fundo de um milhão de dólares para reembolsar LeMay por qualquer renda perdida na campanha.
Os assessores da campanha tentaram persuadir LeMay a evitar perguntas relacionadas a armas nucleares, mas quando lhe perguntaram se ele achava que o uso dessas armas era necessário para vencer a Guerra do Vietnã, ele primeiro disse que os Estados Unidos poderiam vencer no Vietnã sem elas. Entretanto, ele alarmou o público ao comentar que “nós [americanos] temos fobia de armas nucleares. Acho que pode haver momentos em que seria mais eficiente usar armas nucleares”. O “politicamente surdo” LeMay se tornou um empecilho para a candidatura de Wallace durante o restante da campanha.
Em 1968, Wallace prometeu que “se algum anarquista se deitar na frente do meu carro, será o último carro em que ele se deitará” e afirmou que as únicas palavras de quatro letras que os hippies não conheciam eram “w-o-r-k” (trabalho) e “s-o-a-p” (sabão). Em resposta às críticas sobre o primeiro comentário, Wallace explicou mais tarde que ele queria dizer que um manifestante desse tipo seria punido de acordo com a lei, não atropelado. Esse tipo de retórica ficou famoso. Ele acusou Humphrey e Nixon de quererem dessegregar radicalmente o Sul. Wallace disse: “Não há um centavo de diferença entre os republicanos e os democratas”, um slogan de campanha que ele havia aperfeiçoado quando Lurleen Wallace derrotou James D. Martin.
Os principais meios de comunicação observaram o apoio que Wallace recebeu de grupos extremistas, como os Conselhos de Cidadãos Brancos. Foi observado que os membros desses grupos haviam permeado a campanha de Wallace em 1968 e, embora Wallace não tenha buscado abertamente o apoio deles, também nunca o recusou.  De fato, pelo menos um caso foi documentado de um grupo pró-nazista e supremacista branco Liberty Lobby distribuindo um panfleto pró-Wallace intitulado “Stand up for America” (Defenda a América), apesar de a campanha ter negado tal conexão. Ao contrário de Strom Thurmond em 1948, Wallace geralmente evitava discussões relacionadas à raça. Ele criticava principalmente os hippies e os “intelectuais de cabeça pontiaguda”. Ele negou que fosse racista, dizendo uma vez: “Nunca fiz um discurso racista em minha vida”.
Embora Wallace tenha conquistado cinco estados do Sul, quase dez milhões de votos populares e 45 votos eleitorais, Nixon recebeu 301 votos eleitorais, mais do que o necessário para vencer a eleição. Wallace continua sendo o último candidato não democrata e não republicano a ganhar qualquer voto eleitoral prometido. Wallace também recebeu o voto de um eleitor da Carolina do Norte que havia se comprometido com Nixon.
Wallace criticou a opinião vinculante da Suprema Corte dos Estados Unidos no caso Alexander v. Holmes County Board of Education, que ordenou a dessegregação imediata das escolas do sul - ele disse que a nova corte de Burger não era “melhor do que a corte de Warren” e chamou os juízes de “hipócritas de limusine”.

## Segundo mandato como Governador

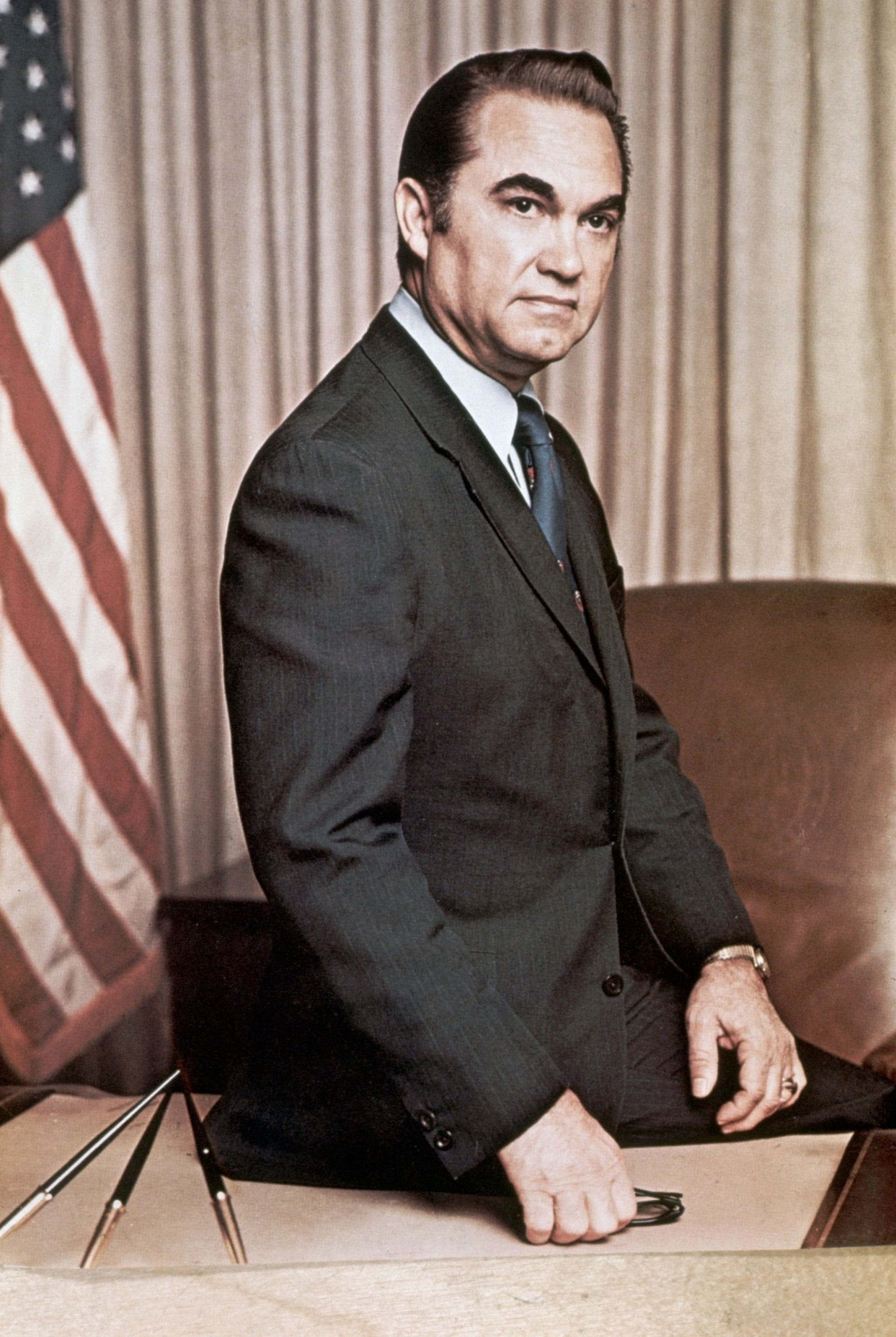
Retrato oficial, c. 1970

Em 1970, Wallace buscou a indicação democrata contra o governador em exercício Albert Brewer, que foi o primeiro candidato a governador desde a Reconstrução a buscar o apoio dos eleitores afro-americanos. Embora nas eleições para governador em 1966 o então procurador-geral do estado, Richmond Flowers, tenha defendido os direitos civis para todos e, com o apoio da maioria dos eleitores negros do Alabama, tenha ficado em segundo lugar nas primárias democratas, Brewer apresentou uma plataforma progressista e trabalhou para construir uma aliança entre os negros e a classe trabalhadora branca. Brewer apresentou uma plataforma progressista e trabalhou para construir uma aliança entre os negros e a classe trabalhadora branca. Sobre as viagens de Wallace para fora do estado, Brewer disse: “O Alabama precisa de um governador em tempo integral!”
Nas primárias, Brewer recebeu o maior número de votos, mas não conseguiu obter a maioria, o que provocou um segundo turno.
No que mais tarde o presidente dos EUA, Jimmy Carter, chamou de “uma das campanhas mais racistas da história política moderna do sul”, Wallace veiculou uma propaganda na televisão com slogans como “Você quer que o bloco negro eleja seu governador?” e circulou um anúncio que mostrava uma menina branca cercada por sete meninos negros, com o slogan “Acorda Alabama! Os negros prometem assumir o controle do Alabama”. Wallace difamou Brewer, a quem chamou de “Sissy Britches”, e sua família. No segundo turno, Wallace ganhou por pouco a indicação democrata e venceu a eleição geral com uma vitória esmagadora.
Embora Wallace tenha prometido não concorrer à presidência pela terceira vez, no dia seguinte à eleição, ele viajou para Wisconsin para fazer campanha para a próxima eleição presidencial dos Estados Unidos em 1972. Dizem que Wallace, cujas ambições presidenciais teriam sido destruídas por uma derrota para governador, fez “uma das campanhas mais desagradáveis da história do estado”, usando retórica racista e propondo poucas ideias novas.

## Primárias presidenciais democratas de 1972 e tentativa de assassinato

Os estados verdes foram para George Wallace nas primárias democratas de 1972.

Logotipo da campanha presidencial de 1972 de George Wallace

Em 13 de janeiro de 1972, Wallace se declarou candidato democrata. O campo incluía o senador George McGovern, o candidato de 1968 e ex-vice-presidente dos EUA Hubert Humphrey, e nove outros oponentes democratas.
Wallace anunciou que não apoiava mais a segregação e que sempre havia sido um “moderado” em questões raciais. Essa posição foi comparada à de Nixon, que em 1969 instituiu o primeiro programa de ação afirmativa, o Plano Filadélfia, que estabeleceu metas e cronogramas. Entretanto, Wallace (da mesma forma que Nixon) expressou oposição contínua à dessegregação dos ônibus. Nos quatro meses seguintes, a campanha de Wallace transcorreu bem. Nas primárias da Flórida, Wallace venceu em todos os condados, conquistando 42% dos votos.

### Tentativa de assassinato
Em 15 de maio de 1972, Wallace foi baleado quatro vezes por Arthur Bremer enquanto fazia campanha no Laurel Shopping Center em Laurel, Maryland, em um momento em que estava recebendo altas classificações nas pesquisas de opinião nacionais. Bremer foi visto em um comício de Wallace em Wheaton, Maryland, mais cedo naquele dia, e dois dias antes em um comício em Kalamazoo, Michigan. Wallace foi atingido no abdômen e no peito, e uma das balas se alojou na coluna vertebral de Wallace, deixando-o paralisado da cintura para baixo pelo resto da vida. Nenhuma bala atingiu seus órgãos principais, embora uma delas tenha acertado a aorta por pouco. Foi necessária uma operação de cinco horas naquela noite, e Wallace teve que receber várias unidades de sangue para sobreviver. Três outros feridos no tiroteio também sobreviveram. O tiroteio e os ferimentos subsequentes de Wallace puseram um fim efetivo à sua candidatura à nomeação presidencial democrata. A tentativa de assassinato foi filmada.
O diário de Bremer, An Assassin's Diary, publicado após sua prisão, mostra que ele foi motivado na tentativa de assassinato por um desejo de fama, não por ideologia política. Ele havia considerado o presidente Nixon um alvo anteriormente. Ele foi condenado em um julgamento. Em 4 de agosto de 1972, Bremer foi condenado a 63 anos de prisão, posteriormente reduzidos para 53 anos. Bremer cumpriu 35 anos e foi libertado em liberdade condicional em 9 de novembro de 2007.
O correspondente da CBS News, David Dick, ganhou um prêmio Emmy por sua cobertura do atentado contra a vida de Wallace.

## Restante da campanha

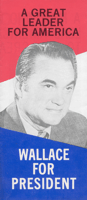
Um folheto de campanha

Após a tentativa de assassinato, Wallace recebeu no hospital a visita da deputada democrata e rival nas primárias presidenciais Shirley Chisholm, uma representante de Bedford-Stuyvesant, Brooklyn. Na época, ela era a única mulher afro-americana membro do Congresso do país. Apesar de suas diferenças ideológicas e da oposição dos eleitores de Chisholm, Chisholm achou que visitar Wallace era uma atitude humana. Outras pessoas que visitaram Wallace no hospital foram o presidente Nixon, o vice-presidente Spiro Agnew e os rivais nas primárias presidenciais Hubert Humphrey, George McGovern e Ted Kennedy. Ele também recebeu telegramas do ex-presidente Lyndon Johnson, do governador da Califórnia Ronald Reagan e do Papa Paulo VI.
Após o tiroteio, Wallace venceu as primárias em Maryland e Michigan, mas seu quase assassinato efetivamente encerrou sua campanha. De sua cadeira de rodas, Wallace discursou em 11 de julho de 1972, na Convenção Nacional Democrata em Miami Beach, Flórida.
Como Wallace ficou fora do Alabama por mais de 20 dias enquanto se recuperava no Hospital Holy Cross, em Silver Spring, Maryland, a constituição estadual exigia que o vice-governador Jere Beasley atuasse como governador interino de 5 de junho até o retorno de Wallace ao Alabama, em 7 de julho. Wallace retomou suas funções de governador e venceu com facilidade as eleições primárias e gerais de 1974, quando derrotou o senador estadual republicano Elvin McCary, um incorporador imobiliário de Anniston, que recebeu menos de 15% das cédulas de votação.
Em 1992, quando questionado sobre o 20º aniversário de sua tentativa de assassinato, Wallace respondeu: “Tive 20 anos de dor”.

## Primárias presidenciais democratas de 1976

States in green went to Wallace in the 1976 Democratic primaries.

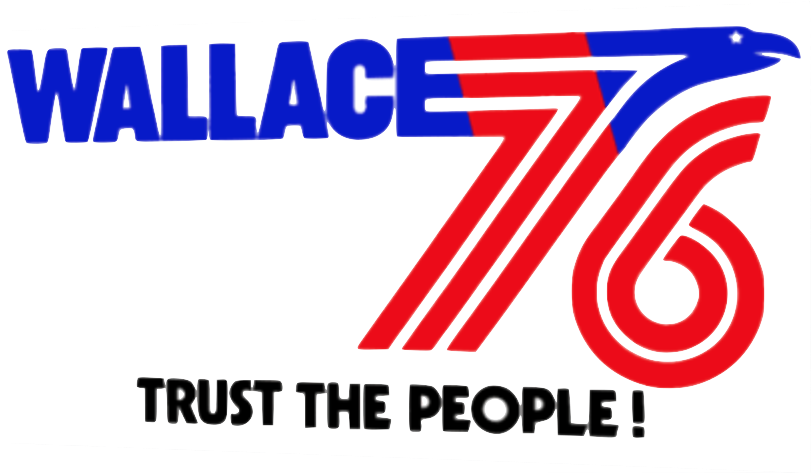
Logotipo da campanha presidencial de George Wallace em 1976

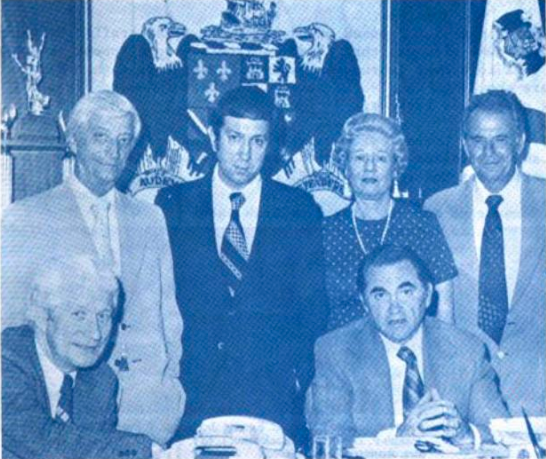
Wallace (à direita, sentado), anfitrião de uma conferência sobre segurança rodoviária em 1975

Em novembro de 1975, Wallace anunciou sua quarta candidatura à presidência, participando novamente das primárias presidenciais democratas. A campanha de Wallace foi prejudicada pela preocupação dos eleitores com sua saúde bem como o uso pela mídia de imagens que o retratavam como quase indefeso. Seus apoiadores reclamaram que essa cobertura foi motivada por preconceito, citando a discrição usada na cobertura da paralisia de Franklin D. Roosevelt, antes de a televisão se tornar comercialmente disponível. Nas primárias e caucuses do sul, Wallace venceu apenas no Mississippi, na Carolina do Sul e em seu estado natal, o Alabama. Se o voto popular em todas as primárias e caucuses fosse combinado, Wallace teria ficado em terceiro lugar, atrás do ex-governador da Geórgia Jimmy Carter e do governador da Califórnia Jerry Brown. Depois que as primárias foram concluídas e ele havia perdido várias primárias do sul para Carter, Wallace deixou a disputa em junho de 1976. Ele acabou apoiando Carter, que derrotou o candidato republicano Gerald Ford.

## Último mandato como governador

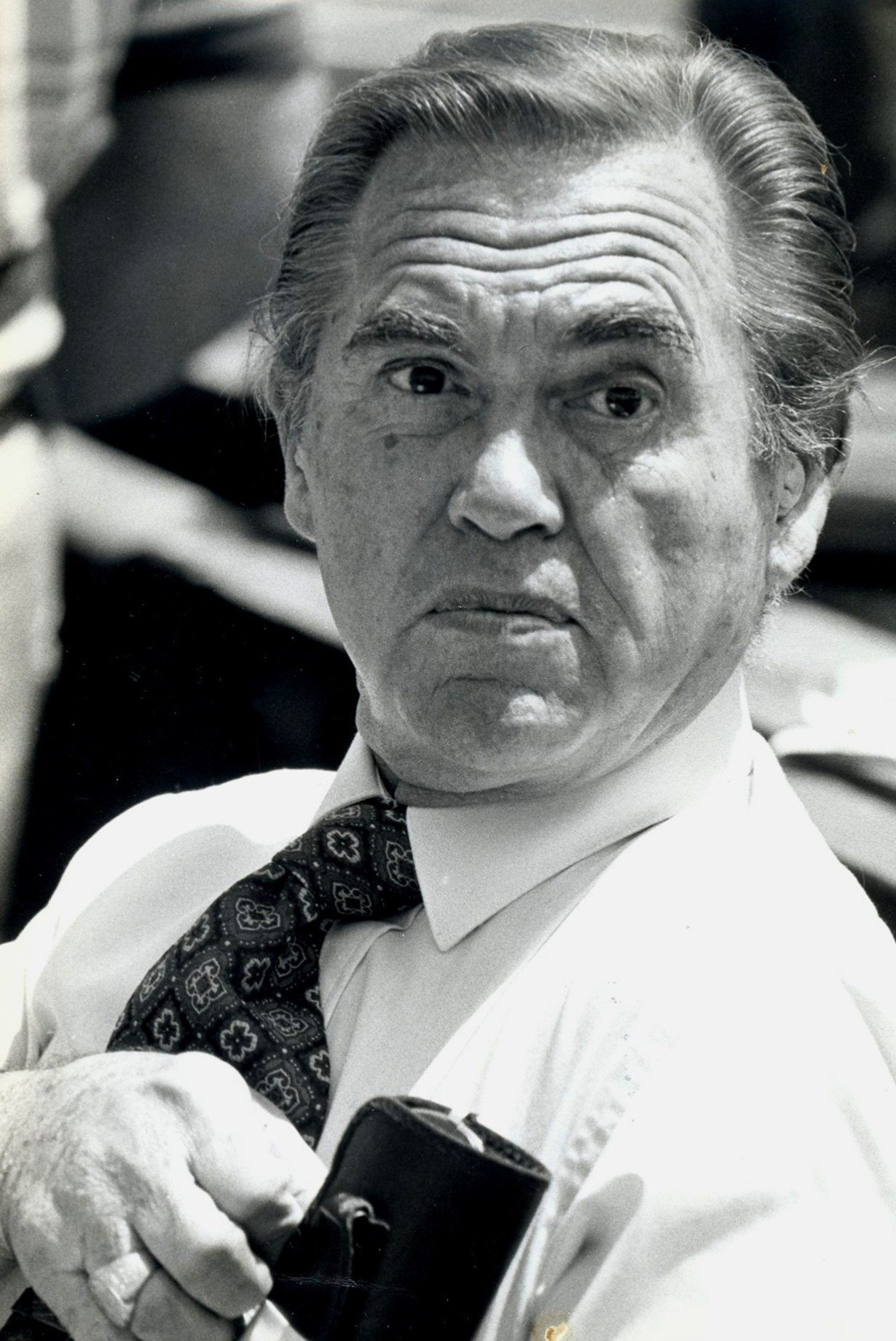
Wallace em 1982 no Elmore Airshow em Elmore, Alabama

Wallace começou a moderar a questão racial no final da década de 1970.
Durante esse período, Wallace anunciou que era um cristão nascido de novo e pediu desculpas aos líderes dos direitos civis dos negros por suas ações passadas como segregacionista. Ele disse que, embora tivesse buscado o poder e a glória, percebeu que precisava buscar o amor e o perdão. Em 1979, Wallace falou sobre sua posição na porta da escola: “Eu estava errado. Esses dias acabaram, e deveriam ter acabado”. Ele pediu publicamente o perdão dos negros americanos.
Nas primárias democratas para governador do Alabama em 1982, os principais adversários de Wallace foram o vice-governador George McMillan e o presidente da Câmara dos Deputados do Alabama, Joe McCorquodale. Nas primárias, McCorquodale foi eliminado, e a votação foi para o segundo turno, com Wallace mantendo uma ligeira vantagem sobre McMillan. Wallace ganhou a indicação democrata por uma margem de 51% a 49%. Na eleição geral, seu oponente foi o prefeito republicano de Montgomery, Emory Folmar.
Durante a eleição de 1982, Wallace se apresentou como politicamente progressista, declarando: “Falaremos sobre as pessoas que estão desempregadas e famintas e sobre os republicanos que só precisam se preocupar com quem cortará seus gramados à beira-mar”.
Durante o último mandato de Wallace como governador (1983-1987), ele nomeou um número recorde de negros americanos para cargos estaduais, incluindo, pela primeira vez, dois como membros do gabinete.
Em 2 de abril de 1986, Wallace anunciou em uma coletiva de imprensa em Montgomery que não concorreria a um quinto mandato como governador do Alabama e que se aposentaria da vida pública após deixar a mansão do governador em janeiro de 1987. Wallace conseguiu quatro mandatos de governador em três décadas, totalizando 16 anos no cargo.

## Casamentos e filhos
Wallace casou-se com Lurleen Brigham Burns em 22 de maio de 1943. O casal teve quatro filhos juntos: Bobbi Jo (1944) Parsons, Peggy Sue (1950) Kennedy, George III, conhecido como George Junior (1951), e Janie Lee (1961), que recebeu o nome de Robert E. Lee. Lurleen Wallace foi a primeira mulher a ser eleita governadora do Alabama, o que fez como substituta de seu marido, que estava impedido de exercer outro mandato. Em 1961, de acordo com a prática de muitos na época de proteger os pacientes da discussão sobre o câncer, que era muito temido, Wallace havia ocultado a informação de que uma biópsia uterina havia encontrado células possivelmente pré-cancerosas. Ele também não procurou o tratamento adequado para ela. Quando ela foi a um ginecologista por causa de um sangramento anormal em 1965, o diagnóstico de câncer uterino foi um choque total. Lurleen ficou indignada ao saber por um dos assessores do marido que os funcionários sabiam do câncer dela desde a campanha de Wallace em 1962, três anos antes. Wallace continuou a fazer paradas de campanha em todo o país durante as últimas semanas de vida de Lurleen e mentiu persistentemente para a imprensa sobre sua condição, afirmando em abril de 1968 que “ela venceu a luta” contra o câncer. Após a morte de Lurleen, em 1968, os filhos mais novos do casal, com 18, 16 e 6 anos, foram enviados para morar com familiares e amigos para receber cuidados (a filha mais velha já havia se casado e saído de casa).
Em 4 de janeiro de 1971, Wallace casou-se com Cornelia Ellis Snively (1939-2009), sobrinha do ex-governador do Alabama Jim Folsom, conhecido como “Big Jim”. “C'nelia” tinha sido uma artista e foi apelidada de ‘a Jackie Kennedy dos caipiras’. O casal se divorciou amargamente em 1978. Alguns meses após o divórcio, Cornelia disse à revista Parade: “Não acredito que George precise de uma família. Ele só precisa de um público. A família como público não era suficiente para seu ego”. Snively morreu aos 69 anos de idade em 8 de janeiro de 2009.
Em 9 de setembro de 1981, Wallace casou-se com Lisa Taylor, uma cantora de música country; eles se divorciaram em 2 de fevereiro de 1987, semanas após Wallace ter deixado o cargo pela quarta e última vez.
Peggy tinha 12 anos de idade quando seu pai concorreu com sucesso ao cargo de governador. Ela contou que não era bem tratada em público devido às opiniões segregacionistas de seu pai. Algumas pessoas não apertavam sua mão por causa do seu sobrenome. Ela ia para a escola querendo fazer amizade com os alunos negros, mas presumia que eles não gostariam dela por causa do que seu pai havia feito.

## Anos finais e morte
Em uma entrevista em 1995, Wallace disse que planejava votar no republicano Bob Dole na eleição presidencial de 1996, comentando:

Ele é um bom homem. Sua esposa é uma mulher cristã nascida de novo e acredito que ele também seja.
Ele também revelou que havia votado em George H. W. Bush, outro republicano, em 1992. Seu filho, George Wallace Jr., mudou oficialmente de democrata para republicano naquele mesmo ano. O próprio Wallace se recusou a se identificar como republicano ou democrata. Mas acrescentou: “O estado está lentamente se tornando republicano devido ao fato de Clinton ser tão liberal.
Em seus últimos anos, Wallace ficou surdo e desenvolveu a doença de Parkinson.
Wallace acabou se desculpando e se reuniu com Vivian Malone Jones e James Hood, os estudantes negros que ele havia tentado impedir de integrar a Universidade do Alabama por meio do Stand in the Schoolhouse Door. A George Wallace Family Foundation escolheu Malone para receber o primeiro Lurleen B. Wallace Award of Courage em outubro de 1996, e o próprio Wallace entregou o prêmio a ela. Na noite anterior à apresentação, Malone e Wallace se encontraram em particular, onde ele pediu desculpas por sua conduta e ela lhe disse que o havia perdoado há muito tempo. Wallace a elogiou durante a entrega do prêmio no dia seguinte, dizendo que “Vivian Malone Jones estava no centro da luta pelos direitos dos estados e se comportou com graça, força e, acima de tudo, coragem”.
Quando Hood retornou à Universidade do Alabama para obter um Ph.D. em estudos interdisciplinares, ele começou um livro sobre Wallace em 1996 e sentou-se ao lado de sua cama para horas de entrevistas. Hood acreditava na sinceridade das desculpas de Wallace, dizendo que Wallace era assombrado pela falta de perdão das pessoas por suas ações. Hood se formou em 1997 e pediu que Wallace apresentasse seu diploma, e Wallace o teria feito se não fosse por sua saúde debilitada. Em vez disso, Hood compareceu ao funeral de Wallace em 1998.
Em um restaurante a poucos quarteirões do Capitólio, Wallace se tornou uma espécie de figura fixa. Com dores constantes, ele era cercado por um séquito de velhos amigos e simpatizantes que o visitavam e manteve esse ritual até algumas semanas antes de sua morte. Wallace morreu de choque séptico devido a uma infecção bacteriana no Jackson Hospital, em Montgomery, em 13 de setembro de 1998. Ele tinha problemas respiratórios, além de complicações decorrentes de sua lesão na coluna vertebral causada por um tiro. Seu túmulo está localizado no cemitério Greenwood, em Montgomery.

## Legado
Embora George Wallace tenha se moderado mais tarde em sua carreira política, na época de sua morte ele ainda era amplamente visto como um símbolo segregacionista. Wallace foi um candidato incomum que se recusou a condenar a violência política. Ziblatt e Levitsky descrevem Wallace como uma figura autocrática que exibia um desprezo casual pela constituição. Wallace foi o tema de um documentário, George Wallace: Settin' the Woods on Fire (2000), exibido pela PBS no programa The American Experience.
Wallace é o terceiro governador mais longevo da história dos EUA, com 5.848 dias no cargo, além de ser o governador mais longevo do Partido Democrata.
Com quatro candidaturas fracassadas à presidência, Wallace não teve sucesso na política nacional. Seu impacto na política americana foi significativo, com seus biógrafos chamando-o de “o perdedor mais influente” na política americana do século XX. Em um documentário no YouTube, Pat Buchanan afirmou que Wallace influenciou “Nixon e Agnew, o movimento Reagan, o movimento Buchanan, o movimento Perot”.
A rede de TV a cabo TNT produziu um filme, George Wallace (1997), dirigido por John Frankenheimer e estrelado por Gary Sinise. Sinise recebeu um prêmio Emmy por sua atuação durante uma cerimônia realizada no dia da morte de Wallace. Sinise reprisou esse papel no filme Path to War, de 2002. No filme Selma, de 2014, que se passa durante o Movimento dos Direitos Civis, ao qual o então governador Wallace se opôs publicamente, Wallace foi retratado pelo ator Tim Roth O George Wallace Tunnel na Interstate 10, construído em 1973, foi batizado em sua homenagem. Três faculdades comunitárias no Alabama receberam o nome de Wallace: Wallace Community College, Wallace Community College Selma e Wallace State Community College. A Lurleen B. Wallace Community College recebeu o nome de sua esposa. Em 2020, em meio a uma mudança na opinião pública, muitas universidades do Alabama foram pressionadas a renomear os edifícios do campus que originalmente tinham o nome de Wallace. Isso incluiu, mas não se limitou a, a Universidade de Montevallo e a Universidade de Auburn. A Universidade de Montevallo não teve sucesso em renomear o George C. Wallace Speech and Hearing Center porque o prédio foi nomeado pela Lei 110 do Legislativo do Alabama em 1975.